# Rhagonycha ornaticollis
Rhagonycha ornaticollis é uma espécie de insetos coleópteros polífagos pertencente à família Cantharidae.
A autoridade científica da espécie é Marseul, tendo sido descrita no ano de 1864.
Trata-se de uma espécie presente no território português.